# Glaciologie

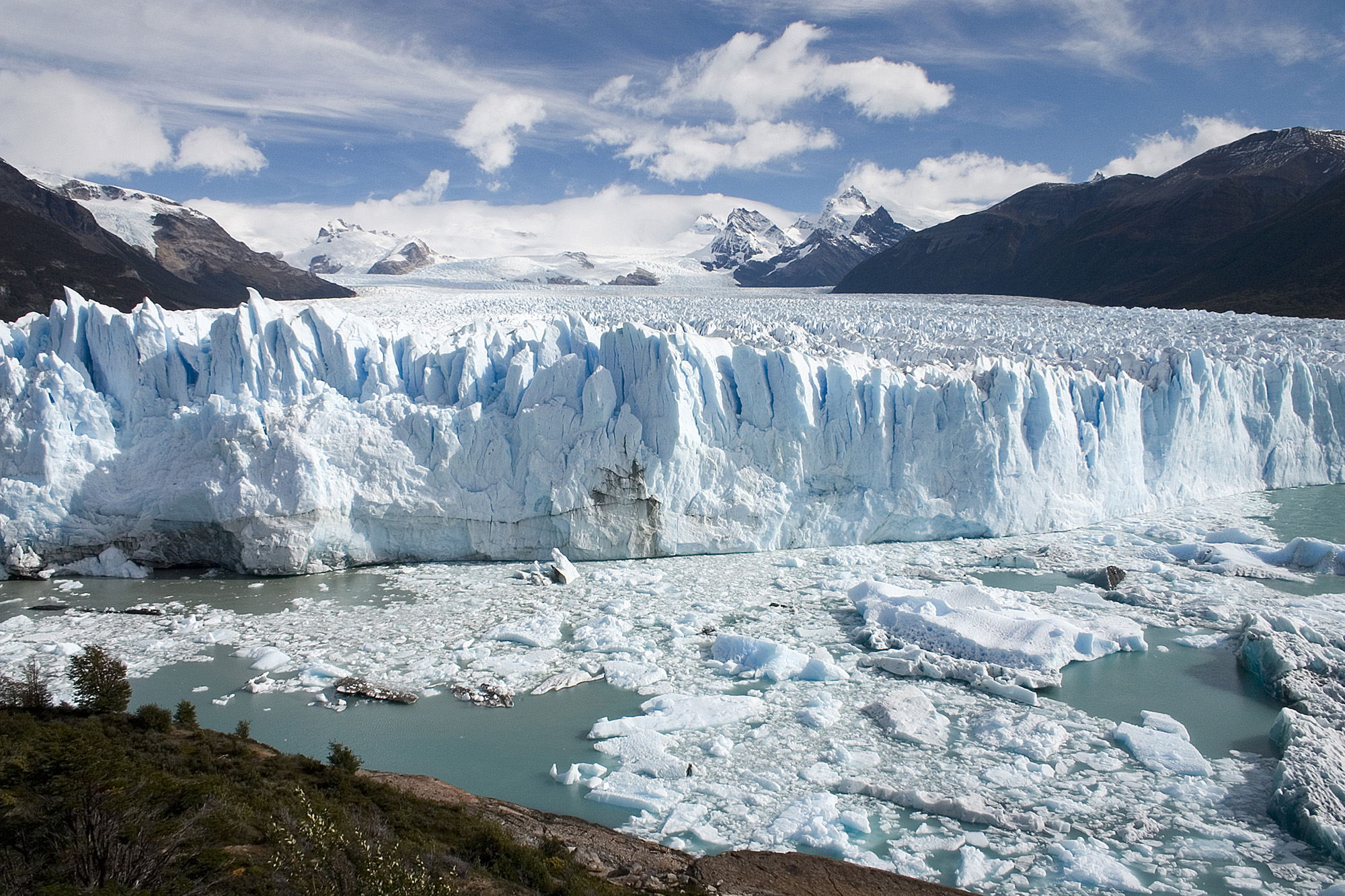
Perito Morenogletsjer in Argentinië

Glaciologie of gletsjerkunde is de wetenschap die zich met de bestudering van ijs, gletsjerijs, gletsjers en landijs bezighoudt. Het gaat hierbij zowel om bestuderen van glaciale fenomenen die vandaag de dag optreden, als om de studie van glaciaties uit het verleden. Het is een interdisciplinaire aardwetenschap en omvat delen van geologie, klimatologie, meteorologie, hydrologie en natuurkunde.

## Deelgebieden

### Gletsjeronderzoek
Gletsjers worden tegenwoordig wereldwijd bestudeerd. Er wordt met name gekeken naar veranderingen in de massabalans, dat wil zeggen of een gletsjer netto aangroeit of zich terugtrekt. Als gevolg van de opwarming van de Aarde, trekken veel van de kleinere gletsjers zich momenteel terug. De grootste twee ijskappen op aarde, die van Groenland en Antarctica, zijn zo groot dat het in praktijk bijna onmogelijk is om met conventionele methodes de massabalans betrouwbaar vast te stellen. Daarom worden er nieuwe technieken ontwikkeld waarbij men met behulp van satellieten de ijsvolumeveranderingen van deze ijskappen probeert te volgen.

### IJskernonderzoek
Er zijn boringen in de ijskappen van onder meer Groenland en Antarctica verricht om ijskernen te verkrijgen. Deze kernen zijn van groot belang om een inzicht te verkrijgen in klimaatveranderingen gedurende het het Midden en Laat Pleistoceen en het Holoceen.

### Glaciale sedimentologie
Dit deelgebied omvat de studie van glaciale sedimenten. Ook wordt er aandacht besteed aan glaciofluviale sedimenten, die in een glaciaal milieu door smeltwaterrivieren zijn afgezet. De glaciale sedimentologie onderscheidt zich van andere disciplines binnen de sedimentologie doordat het actualiteitsprincipe niet altijd even makkelijk toepasbaar is. De processen die zich voordoen onder een kilometers dikke, stromende ijskap, kunnen immers niet ter plaatse bestudeerd worden, terwijl juist deze processen van groot belang zijn voor de vorming van veel glaciale sedimenten.

### Glaciale geomorfologie
Binnen dit deelgebied worden landvormen bestudeerd die het directe of indirecte gevolg zijn van ijsbedekking. Dit kan inzichten opleveren over de omvang en chronologie van glaciaties. Om landvormen in kaart te brengen worden vaak remote sensing-technieken gebruikt, maar uiteindelijk is er meestal ook sedimentologische studie noodzakelijk om de glaciale processen die aan de landvormen ten grondslag liggen te kunnen begrijpen.
Bodemkunde · Biogeografie · Biogeologie · Fysische geografie · Geoarcheologie · Geochemie · Geodesie · Geofysica · Geomorfologie · Geologie · Glaciologie · Hydrografie · Hydrologie · Klimatologie · Limnologie · Meteorologie · Mijnbouwkunde · Mineralogie · Oceanografie · Paleo-oceanografie · Paleoklimatologie · Paleontologie · Sedimentologie · Seismologie · Speleologie · Stratigrafie · Vulkanologie